# Santa Maria Assunta (Vieste)

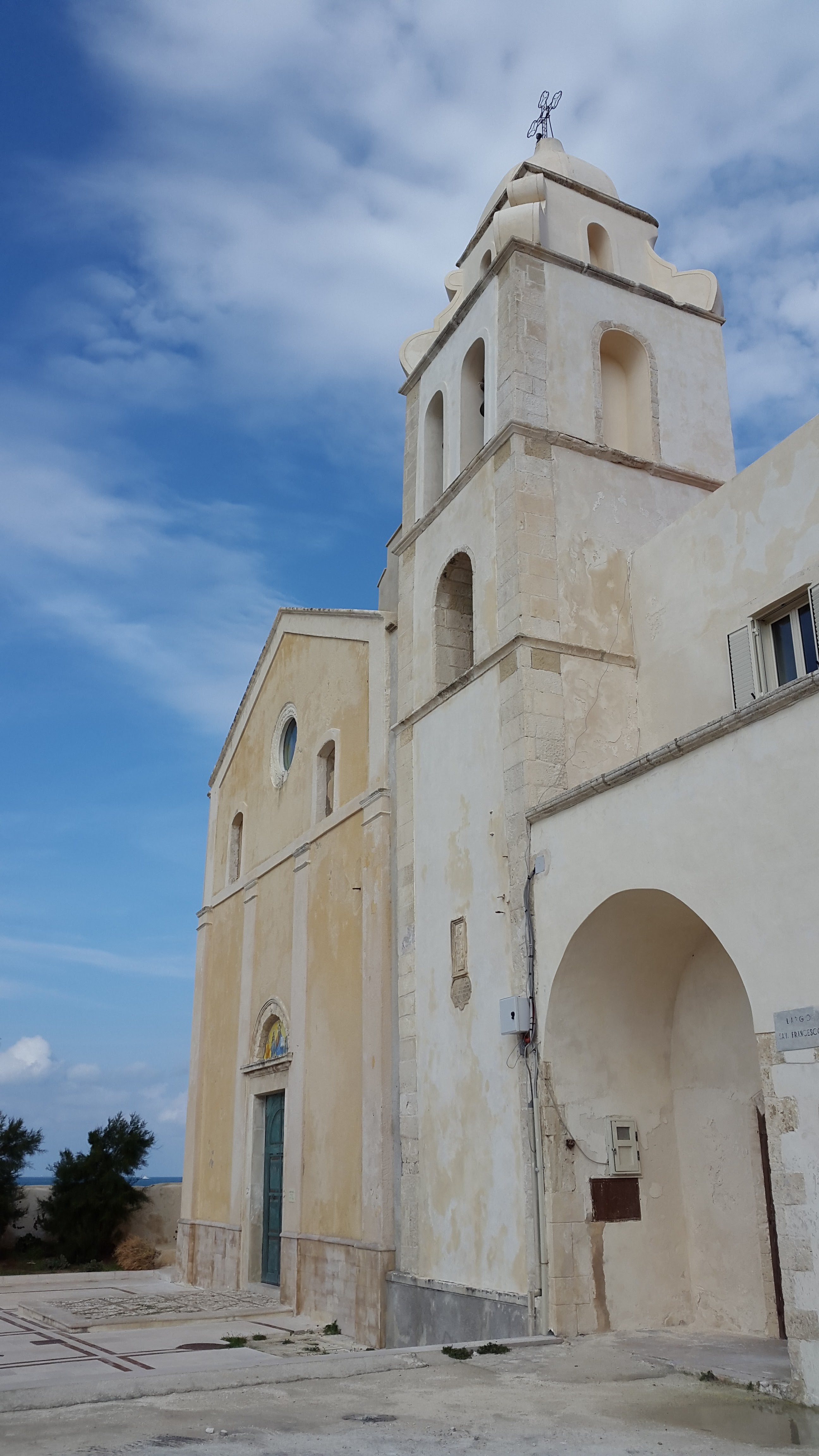
Santa Maria Assunta

Santa Maria Assunta ist eine römisch-katholische Kirche in Vieste in der süditalienischen Region Apulien. Die Konkathedrale des Erzbistums Manfredonia-Vieste-San Giovanni Rotondo hat den Rang einer Basilica minor. Die romanische Kirche wurde im 11. Jahrhundert als Bischofssitz des damaligen Bistums Vieste errichtet und nach Zerstörungen mehrfach wieder aufgebaut und später barockisiert.

## Geschichte

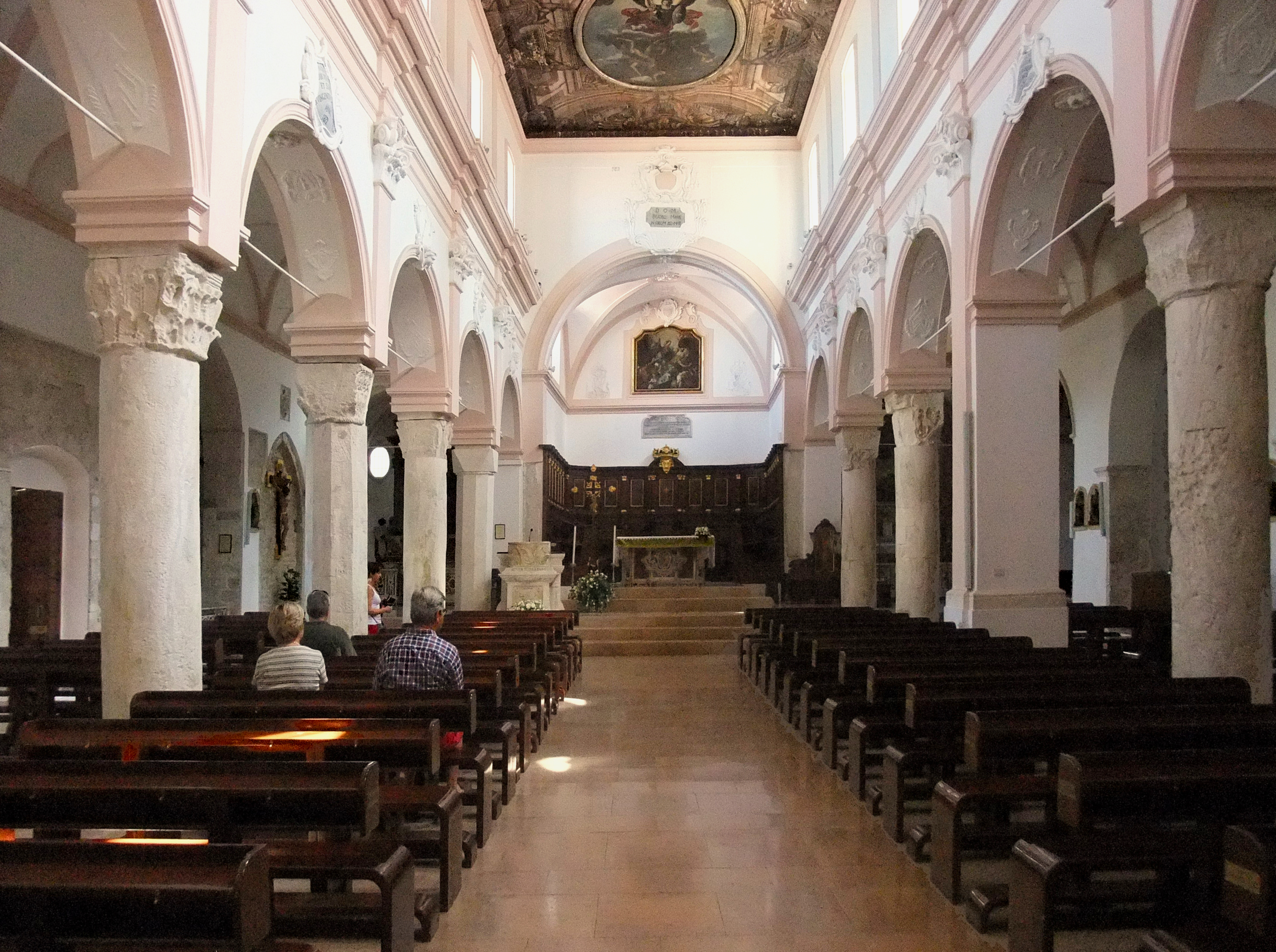
Innenraum

Die um 995 oder im 11. Jahrhundert nahe der Burg im romanischen Stil errichtete Kirche wurde bei der Plünderung im Jahr 1240 und den zahlreichen Erdbeben, die das Gargano ab 1223 heimsuchten, beschädigt und danach wahrscheinlich von Friedrich II. restauriert. Die Kirche wurde 1480 und 1554 durch Sarazenenüberfälle und erneut durch Erdbeben beschädigt. Bei der Katastrophe von 1646 stürzte der westliche Teil des Gebäudes ein. Heftige Erdbeben folgten in den Jahren 1694 und 1792, 1772 war der Glockenturm eingestürzt und musste wieder aufgebaut werden. Im 18. Jahrhundert wurde der Stil der Kirche modernisiert. Dabei wurde sie beständiger gegen die Erdbeben gemacht. Die Außenmauer wurde abgesenkt, die schiefen Säulen in Pfeiler eingefügt, die Südwand zum Tal hin mit Steinverkleidungen begradigt. Die als Strebepfeiler errichteten Seitenkapellen und der Chor mit den beiden ihn flankierenden Kapellen, die anstelle der traditionellen halbrunden Apsiden errichtet wurden, sind wahrscheinlich während dieser Arbeiten entstanden. Das Hauptschiff erhielt eine bemalte Holzdecke. Die Fachwerkdächer der Seitenschiffe wurden durch Gewölbe mit Lünetten ersetzt, der Chor ist ebenfalls überwölbt.
Durch die Fusion der Bistümer verlor Vieste 1818 den Bischofssitz an Manfredonia und wurde zur Konkathedrale. 1981 verlieh ihr Papst Johannes Paul II. den Titel einer Basilica minor.
Nach Entdeckung der ursprünglichen Pfeiler im Jahr 1942 wurden diese zwischen 1976 und 1980 bei Restaurierungsarbeiten von den barocken Formen wieder freigelegt. Die Erdbeben der 1980er Jahre führten zu umfangreichen Schäden, die eine statische Restaurierung der Strukturen sowie die Isolierung des Glockenturms vom Domgebäude nach sich zogen.

## Beschreibung

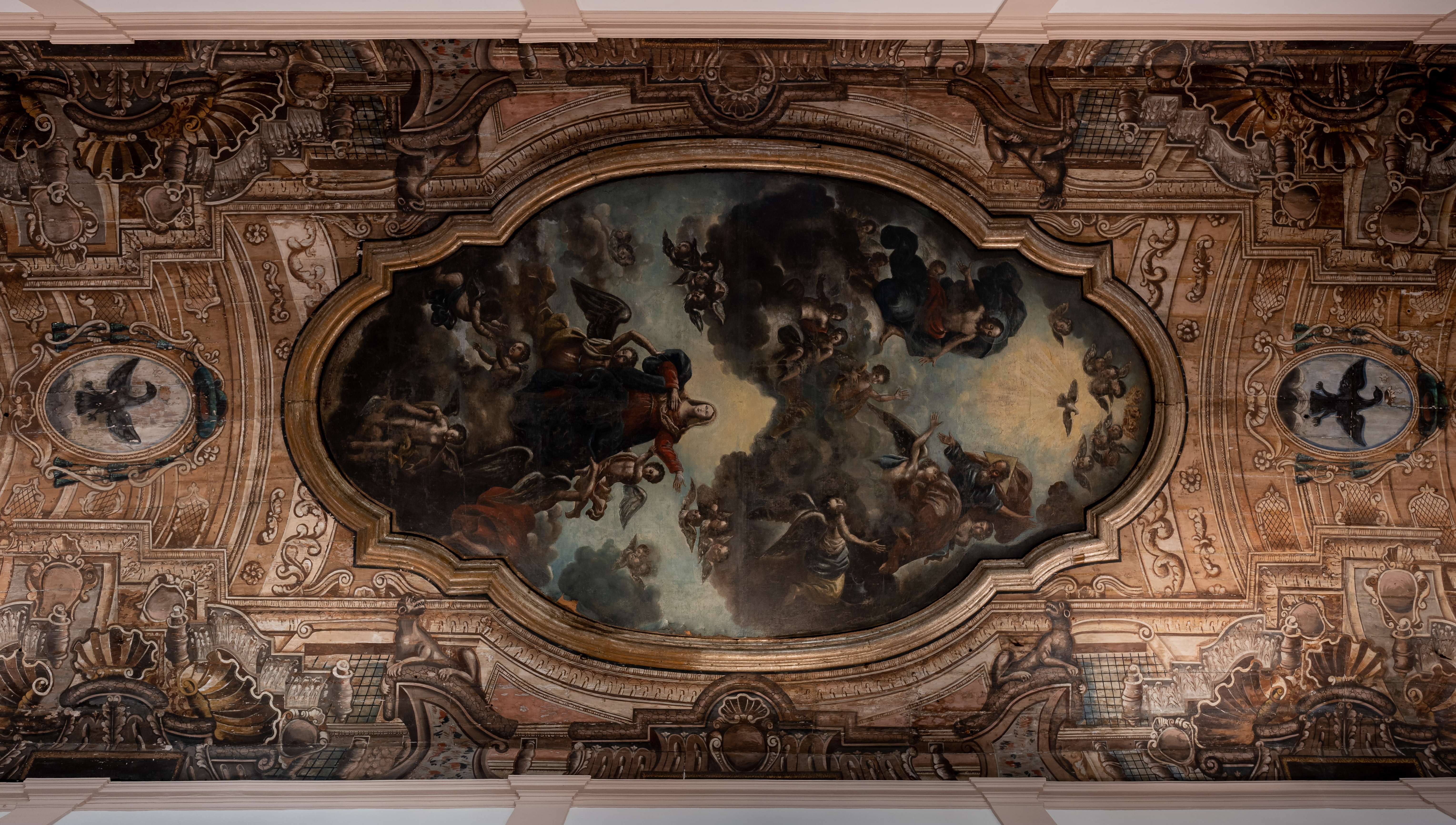
Deckengemälde

Die dreischiffige Basilika hat den Grundriss eines lateinischen Kreuzes. Ihre Schiffe sind durch Säulen in verschiedenen Stilen unterteilt. Von den Seitenschiffen gehen 10 Kapellen ab. Das Mittelschiff wird von 12 Fenstern beleuchtet. Der Chor mit geradem Schluss wird von einem großen Gemälde von Luigi Velpi aus dem Jahr 1779 beherrscht, das die Vertreibung der Händler aus dem Tempel darstellt. Der Hochaltar stammt aus dem Jahr 1700, geschmückt mit polychromem Marmor mit Balustraden; die beiden vorderen Fresken zeigen den heiligen Georg den Märtyrer und den heiligen Pontian. An der Tür zur Sakristei steht ein hölzernes Kruzifix aus dem 18. Jahrhundert. Das hölzerne Chorgestühl stammt aus dem 17. Jahrhundert.
Die mit Temperamalerei bemalte Decke stammt aus der neapolitanischen Schule des 18. Jahrhunderts. Ihre drei Gemälde stellen die Himmelfahrt Mariens für das Patrozinium der Kirche, den hl. Georg als Schutzpatron von Vieste sowie den Erzengel Michael als Schutzpatron des Gargano dar.
Die Kapellen sind unter anderem  Franz von Paola und der Jungfrau von Merino mit einer wertvollen Statue aus Lindenholz gewidmet. Einige Grabsteine der Bischöfe von Vieste sind zu sehen, so auch der des späteren Papstes Gregor XIII.